# Malpelo Fauna- és Flórarezervátum
Malpelo (spanyol neve Isla de Malpelo) kolumbiai természetvédelmi terület a Csendes-óceán keleti részén levő sziget, mely a kolumbiai Valle del Cauca megyéhez tartozik.
A szigetcsoport vulkanikus eredetű. Malpelo, a fősziget, 1643 m hosszú és 727 m a legszélesebb részénél. Legmagasabb pontja körülbelül 300 m magasan emelkedik a tengerszint fölé. Malpelo kiterjedése 35 hektár (0,35 km²). A körülötte levő 10 másik szigettel együtt egy 2,5 km² területű természetvédelmi területet alkotnak. Az északabbra fekvő négy sziget neve Los Mosqueteros, a két keleti sziget a Vagamares és a La Torta, a déli öt sziget pedig: Los Tres Reyes (3 sziget), La Gringa és Escuba. Kolumbia Csendes-óceáni partjától mintegy 500 km-re nyugatra találhatóak.
A Csendes-óceán szigetei közül ezt a területet választja a legtöbb búvár és tudós. A szigetre azonban kizárólag a Környezetvédelmi Minisztérium írásos engedélyével szabad belépni. Malpelo különösen kedvelt a búvárok körében, akik az itt nagy számban előforduló különféle cápafajok miatt jönnek.
Az egyébként lakatlan szigeten található Kolumbia Nemzeti Flottájának állandó bázisa, amely biztosítja a környék megőrzését, fellép a törvénytelen cápafogás ellen, és egyúttal más halfajokat is véd.
1995-ben a kolumbiai kormány Malpelót természetvédelmi területté (Santuario de Fauna y Flora) nyilvánította, majd 2002-ben a tengeri természetvédelemért felelős Organización Marítima Internacional (OMI) kimondta, hogy a terület fokozottan védendő. 2006. június 12-én került fel az UNESCO világörökségek listájára.